# 東京市電氣局乙10型電車
東京市電氣局乙10型電車（日语：／ Tōkyōshi denkikyoku otsu-10-gata densha */?）為東京都交通局（东京都电车）的一款货运型有轨电车，现在已经退出使用。

## 慨要
乙10型于1925年由東京都电气局制造，共40组80辆。电车在同年投入使用，其主要的目的是用于关东大地震之后的重建工作。最终在1928年全部停用，余下的车体改造为乙1型和乙100型。